# Peremsötétedés
Peremsötétedés látható a csillagok képén, amikor a megfigyelő a csillag közepétől a perem felé távolodik.
A peremsötétedés két hatás miatt észlelhető:
- A csillagok sűrűsége csökken a középtől a perem felé
- A csillagok hőmérséklete csökken a középtől a perem felé

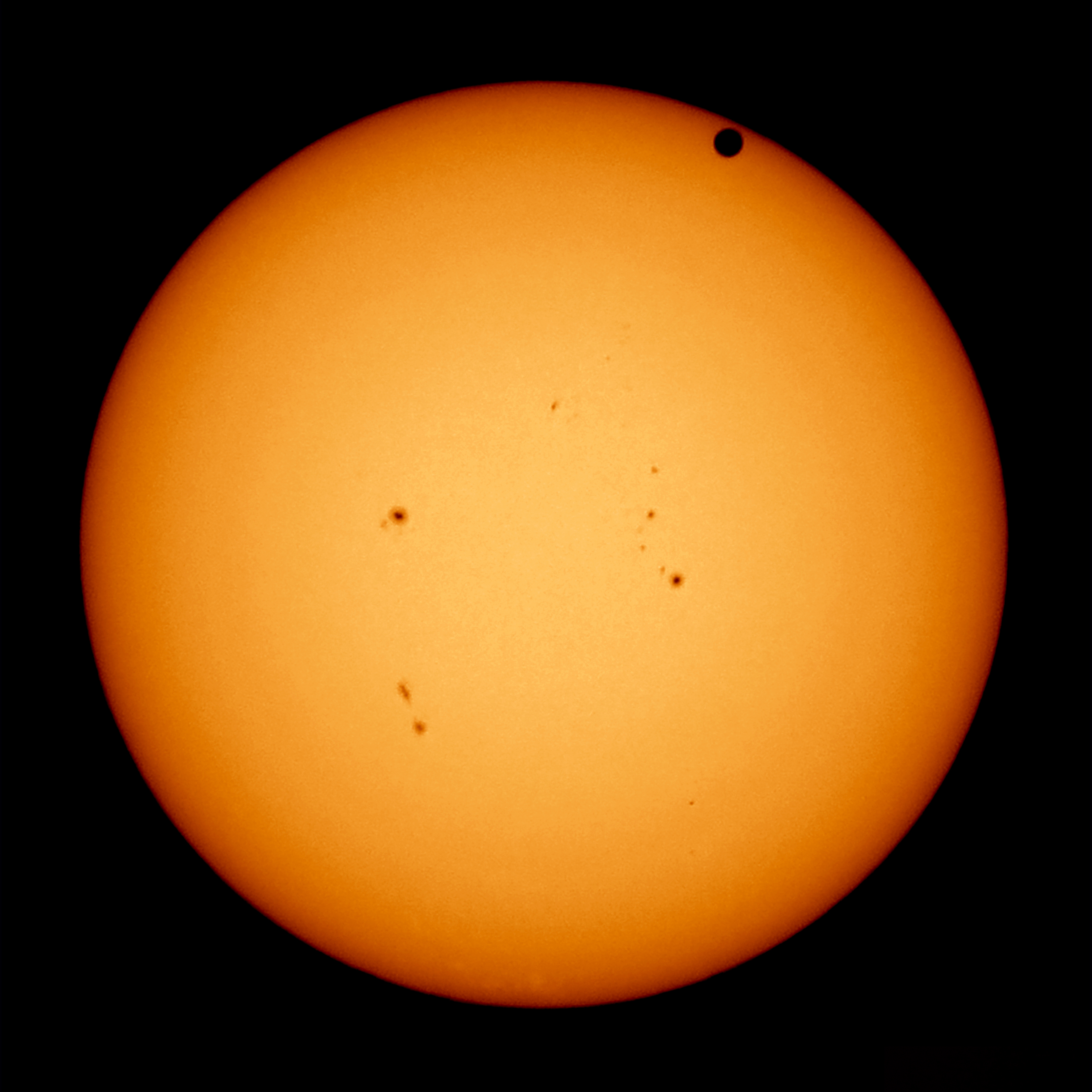
Peremsötétedés a Nap korongján

A peremsötétedés megértéshez tekintsük az optikai mélység fogalmát. Az optikai mélység az optikai átlátszhatóság mértéke. Az optikai mélység dimenzió nélküli mennyiség, monoton növekszik a távolsággal, és zéróhoz közelít, ha az útvonal is közelít a zéróhoz.
A megfigyelőhöz érkező sugárzás közel azonos az összes emisszió összegével a megfigyelési útvonal mentén addig a pontig, ahol az optikai mélység egységnyi. Az optikai mélység a csillag pereme felé növekszik.
A másik hatás a hőmérséklet. A csillag effektív hőmérséklete rendszerint csökken a csillag közepétől a perem felé. A gázból eredő sugárzás erősen függ a hőmérséklettől. Például, a fekete test esetében a spektrálisan integrált intenzitás a hőmérséklet negyedik hatványával arányos. Amikor ránézünk egy csillagra, első közelítésben a sugárzás onnan jön, ahol az optikai mélység egységnyi, és ez a pont mélyen van, ahol a hőmérséklet magasabb, mint a peremen, ahol kisebb az intenzitás.
Valójában, egy csillag atmoszférájának hőmérséklete nem mindig csökken a távolsággal, és bizonyos spektrális vonalakra az optikai mélység egységnyi a növekvő hőmérsékleti régióban. Ez esetben a peremfényesedés jelenségét láthatjuk. A spektrum nagyon hosszú és nagyon rövid hullámhosszúságain a helyzet még bonyolultabb. Például a koronaemisszió, mely egy gyenge röntgensugárzás, optikailag vékony, és karakterisztikusan peremfényesedést okoz. Ezeknek a jelenségeknek az analízise még gyerekcipőben jár.